# Eric Stonestreet
Eric Stonestreet est un acteur américain, né le 9 septembre 1971 à Kansas City. 
Il est surtout connu pour son rôle de Cameron Tucker dans la série d'ABC Modern Family qui lui a permis d'être salué par toute la critique. Il a reçu en 2010 et en 2012 l'Emmy Award du meilleur acteur dans un second rôle dans une série comique.

## Biographie
Eric Stonestreet est né à Kansas City aux États-Unis. Pendant son enfance, il désirait devenir clown, boucher ou bien administrateur de prison. 
À l'âge de 11 ans, il crée un clown qu'il nomme Fizbo à l'aide de vêtements appartenant à son père. Alors qu'il préparait un concours de surveillant pénitentiaire après son diplôme de sociologie, un de ses collègues lui suggéra d'auditionner pour une pièce dans laquelle il obtint un rôle secondaire. Il devint ensuite acteur et il utilisa ce personnage clownesque de Fizbo dans plusieurs épisodes de la série Modern Family.   

## Vie privée
Contrairement à son rôle dans la série Modern Family, Stonestreet est hétérosexuel, il se décrit avec humour comme « ouvertement hétéro ». Son partenaire à l'écran, Jesse Tyler Ferguson, qui est ouvertement gay le taquine en le surnommant « gay for pay » traduction de « gay pour l'argent ».

## Filmographie

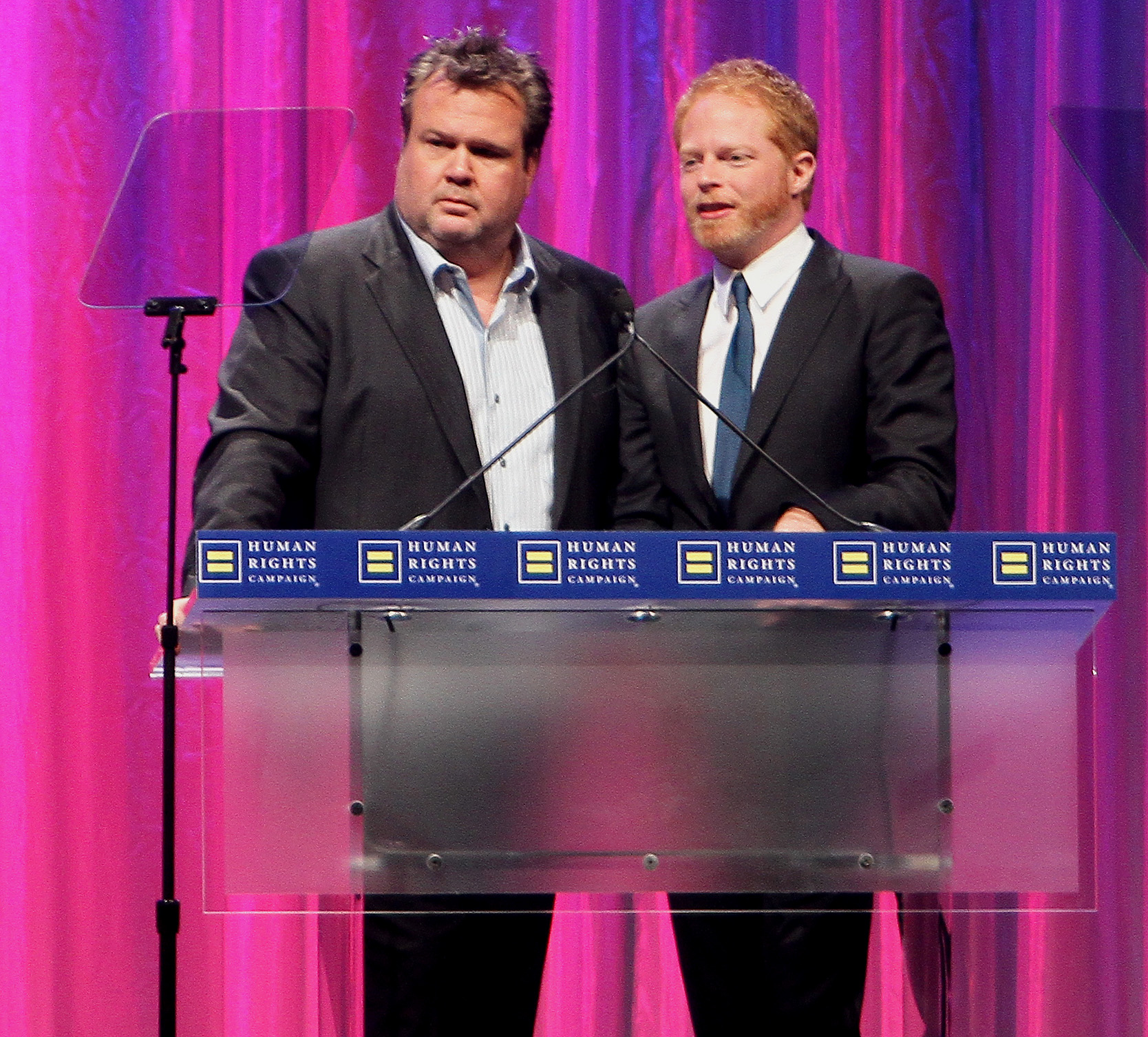
Eric Stonestreet avec son partenaire de Modern Family l'acteur Jesse Tyler Ferguson en 2010 pendant le HRC National Dinner.

### Cinéma
- 2000 : Presque célèbre de Cameron Crowe: Sheldon
- 2003 : F.A.T. : Ranger
- 2003 : Girls Will Be Girls : Dr Benson
- 2003 : Street of Pain de Tyrone Finch et Jeremy Hall : Floyd
- 2004 : Straight-Jacket : l'organisateur du travail
- 2004 : Knuckle Sandwich : Bill
- 2005 : Saddam 17 : Le Clerc
- 2005 : The Island de Michael Bay : Ed
- 2007 : The Drifter : le livreur
- 2007 : Stories USA : Floyd
- 2008 : American Crude : Phil
- 2008 : Ninja Cheerleaders de  David Presley : Beergut
- 2010 : Father vs. Son : Doug
- 2011 : Bad Teacher de Jake Kasdan : Kirk
- 2011 : Les Muppets, le film de  James Frawley : lui-même
- 2013 : Arnaque à la carte de  Seth Gordon : Gros Chuck
- 2014 : Vertiges (The Loft) d'Erik Van Looy : Marty Landry
- 2016 : Comme des bêtes (The Secret Life of Pets) de  Chris Renaud et Yarrow Cheney : Duke (voix)
- 2019 : Comme des bêtes 2 (The Secret Life of Pets 2) de Chris Renaud : Duke (voix)

### Télévision
- 1999 : Dharma et Greg : Chester (1 épisode)
- 2000 : Malcolm : Phil (1 épisode)
- 2000 : La Vie à cinq (Party of Five) : Irv (2 épisodes)
- 2000 : Spin City : le photographe (1 épisode)
- 2000 : Urgences (ER) : Willie (1 épisode)
- 2001 : À la Maison-Blanche (The West Wing) : un membre de l'équipe (1 épisode)
- 2001 – 2005 : Les Experts (CSI: Crime Scene Investigation) : Ronnie Litre (13 épisodes)
- 2002 : Greg the Bunny : Wilson (1 épisode)
- 2002 : Providence : Ted Stout (1 épisode)
- 2005 : Juste cause (Close to Home) : Andrew Morgan (1 épisode)
- 2006 : 13 Graves : Andrew Schoch
- 2007 : Preuve à l'appui (Crossing Jordan) : Steve Anderman (1 épisode)
- 2007 : Bones : D. C. Cop (2 épisodes)
- 2007 : American Dad! :  voix additionnelles (1 épisode)
- 2008 : Mentalist : Malcolm Boatwright (1 épisode)
- 2008 : Pushing Daisies : Leo Burns (1 épisode)
- 2008 : NCIS : Enquêtes spéciales : Harvey Ames (1 épisode)
- 2009 : This Might Hurt : Brad Maynard
- 2009 : Monk : Boom Boom (1 épisode)
- 2009 : Scare Tactics : Nathan (1 épisode)
- 2009 : Nip/Tuck : Wesley Clovis (1 épisode)
- 2009 – 2020  : Modern Family : Cameron Tucker
- 2011 : Issues (1 épisode)
- 2011 : American Horror Story : Derek (1 épisode)
- 2012 : American Horror Story : Asylum : un tueur en série (scène coupée au montage)
- 2012 : The Day the Laughter Stopped : Roscoe Arbuckle
- 2013 – 2016 : Princesse Sofia : Minimus (voix) (11 épisodes)
- 2014 : Sesame Street : invité (1 épisode)
- 2015 : Jeopardy! : invité (2 épisodes)
- 2016 : Blue Peter : invité
- 2016 : Confirmation  : Kenneth Duberstein
- 2025 : Dexter: Resurrection : Al

## Distinctions

### Récompenses
- 62e cérémonie des Primetime Emmy Awards  2010 : Meilleur acteur dans un second rôle dans une série télévisée comique pour Modern Family (2009-2020).
- 64e cérémonie des Primetime Emmy Awards2012 : Meilleur acteur dans un second rôle dans une série télévisée comique pour Modern Family (2009-2020).
- 2010 : Gold Derby Awards de la meilleure distribution dans une série télévisée comique pour Modern Family (2009-2020) partagée avec Julie Bowen, Ty Burrell, Jesse Tyler Ferguson, Nolan Gould, Sarah Hyland, Ed O'Neill, Rico Rodriguez, Ariel Winter et Sofía Vergara.
- 17e cérémonie des Screen Actors Guild Awards 2011 : Meilleure distribution pour une série télévisée comique pour Modern Family (2009-2020) partagée avec Ed O'Neill, Jesse Tyler Ferguson, Ariel Winter, Nolan Gould, Sofía Vergara, Ty Burrell, Julie Bowen, Sarah Hyland et Rico Rodriguez.
- 18e cérémonie des Screen Actors Guild Awards 2012 : Meilleure distribution pour une série télévisée comique pour Modern Family (2009-2020) partagée avec Aubrey Anderson-Emmons, Julie Bowen, Ty Burrell, Jesse Tyler Ferguson, Nolan Gould, Sarah Hyland, Ed O'Neill, Rico Rodriguez, Ariel Winter et Sofía Vergara.
- 19e cérémonie des Screen Actors Guild Awards 2013 : Meilleure distribution pour une série télévisée comique pour Modern Family (2009-2020) partagée avec Ty Burrell, Nolan Gould, Sarah Hyland, Jesse Tyler Ferguson, Julie Bowen, Ariel Winter, Ed O'Neill, Aubrey Anderson-Emmons, Sofía Vergara et Rico Rodriguez.
- 20e cérémonie des Screen Actors Guild Awards 2014 :  Meilleure distribution pour une série télévisée comique pour Modern Family (2009-2020) partagée avec Julie Bowen, Ty Burrell, Aubrey Anderson-Emmons, Jesse Tyler Ferguson, Nolan Gould, Sarah Hyland, Ed O'Neill, Rico Rodriguez, Ariel Winter et Sofía Vergara.

### Nominations
- 63e cérémonie des Primetime Emmy Awards 2011 : Meilleur acteur dans un second rôle dans une série télévisée comique pour Modern Family (2009-2020).
- 68e cérémonie des Golden Globes 2011 : Meilleur acteur dans un second rôle dans une série, une mini-série ou un téléfilm pour Modern Family (2009-2020).
- 69e cérémonie des Golden Globes 2012 : Meilleur acteur dans un second rôle dans une série, une mini-série ou un téléfilm pour Modern Family (2009-2020).
- 18e cérémonie des Screen Actors Guild Awards 2012 : Meilleur acteur dans une série comique pour Modern Family (2009-2020).
- 70e cérémonie des Golden Globes 2013 : Meilleur acteur dans un second rôle dans une série, une mini-série ou un téléfilm pour Modern Family (2009-2020).
- 21e cérémonie des Screen Actors Guild Awards 2015 : Meilleure distribution pour une série télévisée comique pour Modern Family (2009-2020) partagée avec Aubrey Anderson-Emmons, Julie Bowen, Ty Burrell, Jesse Tyler Ferguson, Nolan Gould, Sarah Hyland, Ed O'Neill, Rico Rodriguez, Ariel Winter et Sofía Vergara.
- 22e cérémonie des Screen Actors Guild Awards 2016 : Meilleure distribution pour une série télévisée comique pour Modern Family (2009-2020) partagée avec Aubrey Anderson-Emmons, Julie Bowen, Ty Burrell, Jesse Tyler Ferguson, Nolan Gould, Sarah Hyland, Ed O'Neill, Rico Rodriguez, Ariel Winter et Sofía Vergara.
- 23e cérémonie des Screen Actors Guild Awards 2017 : Meilleure distribution pour une série télévisée comique pour Modern Family (2009-2020) partagée avec Aubrey Anderson-Emmons, Julie Bowen, Ty Burrell, Jesse Tyler Ferguson, Nolan Gould, Sarah Hyland, Ed O'Neill, Rico Rodriguez, Ariel Winter et Sofía Vergara.